# Una scuola per cambiare
Una scuola per cambiare (おちゃめなふたご ―クレア学院物語―?, Ochame na futago Kurea Gakuen monogatari) è un anime in 26 episodi prodotto dalla Tokyo Movie Shinsha nel 1991 e ispirato ai sei romanzi conosciuti come La serie di S. Clare, scritti dal 1941 al 1945 dalla scrittrice inglese per ragazzi Enid Blyton. L'anime è stato trasmesso in Giappone nel 1991 dal network Nippon Television e in Italia nel 1993 da Italia 1.

## Trama
La storia è ambientata attorno al 1920. Patricia e Isabel, le due gemelle O'Sullivan hanno un carattere piuttosto turbolento e a scuola non sanno che cosa sia la buona condotta. I genitori decidono di mandare le ragazze alla St. Clare girl, un prestigioso college femminile frequentato dalle ragazze di buona famiglia, per tentare di insegnare loro come ci si deve comportare in società.
Nella nuova scuola per le due sorelle iniziano i problemi: se prima erano due leader che eccellevano nello sport ed avevano tanti amici, qui tutto è cambiato e occorrerà un po' di tempo perché le ragazze riescano ad inserirsi nella vita del college. Poco a poco però Pat e Isabel cominciano a capire le dinamiche della scuola e cominceranno a farsi apprezzare dalle insegnanti e dalle compagne di classe.
Nel procedere degli episodi, autoconclusivi anche se disposti in un preciso continuum narrativo, si assisterà quindi alla maturazione delle due gemelle e di tutte le loro amiche che porterà loro a trasformarsi da bambine a ragazze.

## Doppiaggio
Il doppiaggio italiano è stato eseguito presso lo Studio Deneb Film di Milano, sotto la direzione di Lidia Costanzo. La traduzione del giapponese è a cura di Achille Brambilla e Luisella Sgammeglia; i dialoghi italiani sono di Cristina Robustelli.
| Personaggi    | Voce giapponese  | Voce italiana       |
| ------------- | ---------------- | ------------------- |
| Isabel        | Eriko Hara       | Lara Parmiani       |
| Patricia      | Noriko Hidaka    | Emanuela Pacotto    |
| Miss Theobald | Junko Midori     | Lidia Costanzo      |
| Mademoiselle  | Yoshiko Yamamoto | Nicoletta Ramorino  |
| Kathleen      | Miki Narahashi   | Marina Massironi    |
| Hilary        | Sumi Shimamoto   | Elisabetta Spinelli |
| Janet         | Hiroko Emori     | Irene Scalzo        |

## Sigla italiana
- Una scuola per cambiare, musica di Enzo Draghi, testo di Alessandra Valeri Manera, voce di Cristina D'Avena.

## Episodi
| Nº | Titolo italiano Giapponese 「Kanji」 - Rōmaji - Traduzione letterale | In onda           | In onda |
| Nº | Titolo italiano Giapponese 「Kanji」 - Rōmaji - Traduzione letterale | Giapponese        |         |
| 1  | Non vogliamo andare al St. Claire! 「クレア学院っ大嫌い」 - Kurea gakuin tsu daikirai – "Odio il collegio S. Claire" | 5 gennaio 1991    |         |
| 1  | Le gemelle Isabel e Patricia sono abituate a primeggiare e anche nel nuovo collegio al quale i genitori le hanno iscritte, sono convinte che sapranno fare valere la loro superiorità nello studio come nello sport. Fin dal loro arrivo non fanno altro che criticare tutto e tutti, suscitando il risentimento delle compagne. |                   |         |
| 2  | Bel gioco Pat! 「見て!私のラクロス」 - Mite! Watashi no rakurosu | 12 gennaio 1991   |         |
| 2  | Patricia si rifiuta di fare le pulizie e preparare il te a Belinda, la coordinatrice sportiva e si fa sostituire dalla gemella Isabel per andare invece a fare shopping. Belinda scopre tutto, ma non serba rancore per la marachella e chiede a Pat di entrare nella squadra della scuola. |                   |         |
| 3  | Il francese che passione 「嘆きのマドモアゼル」 - Nageki no madomoazeru | 19 gennaio 1991   |         |
| 3  | Le gemelle sanno parlare bene in francese, ma sono carenti nello scritto, iniziano quindi i problemi con la professoressa di francese che impone loro di rifare un compito completamente sbagliato invece di andare al cinema come loro avevano progettato. Isabel e Pat andranno al cinema lo stesso, ma non si godranno lo spettacolo per il rimorso di non avere fatto il loro dovere. Tutto comunque si risolverà per il meglio e l'insegnante darà loro ripetizioni di francese in modo che in breve tempo possano raggiungere il livello delle compagne.                                                                                |                   |         |
| 4  | Scherzi da prete 「いたずらジャネット」 - Itazura Janetto – "Janet che fa lo scherzo" | 26 gennaio 1991   |         |
| 4  | La professoressa di storia sarà assente per tutto il trimestre e viene sostituita da miss Kennedy. Le alunne sono piuttosto irriguardose verso di lei e le fanno degli scherzi sempre più pesanti. Quando miss Kennedy abbandona la classe dopo che Janet ha buttato dei petardi nella stufa, tutte si accorgono di avere esagerato e le vanno a chiedere scusa. |                   |         |
| 5  | La festa di mezzanotte 「真夜中のパーティ」 - Mayonaka no patei – "Festa nel cuore della notte" | 2 febbraio 1991   |         |
| 5  | Janet compie gli anni e le ragazze organizzano in gran segreto una festa di mezzanotte. Miss Kennedy scopre tutto, ma fa finta di niente. Il giorno dopo Belinda propone a Isabel di entrare in squadra. La ragazza è molto contenta, ma è un po' preoccupata per lo strano comportamento di Kathleen, una sua compagna di classe: che le strane sparizioni di soldi che si stanno verificando da qualche tempo siano colpa sua? |                   |         |
| 6  | Una ragazza confusa 「かわいそうなキャサリン」 - Kawaisōna Kyasarin – "La miserabile Kathleen" | 9 febbraio 1991   |         |
| 6  | Kathleen prendeva i soldi delle compagne per poter offrire loro dei regali, visto che di suo non aveva nessuna possibilità di farlo. Quando viene sorpresa, Pat ed Isabel intercedono per lei con la direttrice, che colpita dal loro buon cuore non la espelle dall'istituto e le dà la possibilità di rimediare al suo errore. |                   |         |
| 7  | Non ci abbandoni, miss Kennedy 「がんばれ!ケネディ先生」 - Ganbare! Kenedei sensei – "Forza! Prof.ssa Kennedy" | 16 febbraio 1991  |         |
| 7  | Isabel, Pat e tutte le altre ragazze della Prima Classe hanno un rispetto e un'ammirazione sconfinata per miss Kennedy, ma le ragazze di Seconda continuano a farle degli scherzi terribili, tanto che lei decide di abbandonare l'istituto. Saranno tutte le ragazze che, pentite, la convinceranno a rimanere. |                   |         |
| 8  | I quattro regali 「四つのプレゼント」 - Yottsu no purezento – "I quattro regali" | 23 febbraio 1991  |         |
| 8  | Il circo è arrivato in città e Isabel, Patricia, Janet e Kathleen, che ormai sono diventate grandi amiche, durante lo shopping incontrano Robert un trapezista della loro età che le invita allo spettacolo serale. Le quattro ragazze, di nascosto l'una dall'altra, pensano di fare un regalo al ragazzo, ma non sospettano che tutte gli hanno comprato la stessa cosa: un portachiavi. |                   |         |
| 9  | Il segreto di Sheila 「シェイラの秘密」 - Shieira no himitsu – "Il segreto di Sheila" | 2 marzo 1991      |         |
| 9  | Sheila non fa altro che vantarsi della sua meravigliosa casa e delle automobili lussuose del padre e ormai nessuna ragazza la sopporta più. In realtà lei soffre di un grande complesso di inferiorità perché è figlia di due "arricchiti" e suo nonno faceva il giardiniere, tanto da arrivare ad impedire alla madre di venirla a trovare per non farla incontrare con le altre sue compagne. |                   |         |
| 10 | Kathleen ha un segreto 「みんなで校則やぶっちゃえ!」 - Minnade kōsoku yabucchae! | 9 marzo 1991      |         |
| 11 | Una lezione importante 「イザベルがカンニング!?」 - Izaberu ga kanningu!? – "Isabel astuta!?" | 16 marzo 1991     |         |
| 11 | È giunto il tempo degli esami e le gemelle sanno che non potranno più fare quelle belle figure da prime della classe a cui erano abituate, ma ce la mettono tutta per fare almeno una bella figura. Purtroppo la sera prima dell'esame Isabel entra nella classe per recuperare un quaderno dimenticato, senza sapere che lì erano custodite le prove d'esame e non può fare a meno di sbirciare le domande. Ciò che però in un primo tempo le era sembrata un'ottima idea per primeggiare, col passare delle ore scatena in lei una crisi di coscienza, tanto da farle decidere di ritirarsi dalla prova.                                    |                   |         |
| 12 | Sheila recita una parte 「大ピンチ!代役は誰に」 - Dai pinchi! daiyaku ha dare ni | 23 marzo 1991     |         |
| 13 | Arrivederci, miss Kennedy 「さようならケネディ先生」 - Sayōnara Kenedei sensei – "Addio Prof.ssa Kennedy" | 30 marzo 1991     |         |
| 13 | Ormai il compito di sostituire Miss Lewis che aveva miss Kennedy è terminato. L'insegnante lascia quindi l'istituto per diventare una ricercatrice ad Oxford. Le sue alunne, soprattutto quelle di Prima Classe, sono disperate, ma forse il destino ha per lei in serbo un'altra soluzione. |                   |         |
| 14 | Una lezione per Alison 「宿題を燃やしちゃった!」 - Shukudai wo moya shichatta! – "Ho finito per bruciare i compiti!" | 20 aprile 1991    |         |
| 14 | Alison è la cugina di Pat e Isabel ed ha deciso di frequentare anche lei il collegio S. Clare. La sua permanenza inizia però piuttosto male, visto che è ribelle e poco propensa alla disciplina della scuola come lo erano le due gemelle all'inizio. Inoltre per disattenzione brucia un'importante ricerca di una ragazza di Quinta Classe e qui cominciano i guai. |                   |         |
| 15 | Un torneo esplosivo 「素敵なロバート先生」 - Suteki na Robato sensei – "Il meraviglioso Prof. Robert" | 27 aprile 1991    |         |
| 16 | Un acceso dibattito 「朝まで討論会!」 - Asa made tōronkai! | 25 maggio 1991    |         |
| 16 | Miss Lewis, l'insegnante di storia che miss Kennedy ha sostituito, è ritornata al collegio e deve affrontare subito un piccolo problema. Katleen vorrebbe tenere il suo cane che è scappato di casa per raggiungerla alla scuola, ma il regolamento lo proibisce. Miss Lewis apre quindi un acceso dibattito con le ragazze sul regolamento e sulla sua giustezza. |                   |         |
| 17 | Il compleanno 「誕生日に大ゲンカ!」 - Tanjōbi ni dai genka! | 25 maggio 1991    |         |
| 17 | Proprio alcuni giorni prima del loro compleanno le gemelle litigano e non si rivolgono più la parola. Dopo un po' vorrebbero entrambe fare pace, ma sono troppo orgogliose per fare il primo passo e solo la diplomazia della direttrice farà tornare il sereno. |                   |         |
| 18 | Janet, l'indovina 「タロット占い大流行!」 - Tarotto uranai dairyūkō! | 29 giugno 1991    |         |
| 18 | Janet ha imparato a leggere le carte e tutte le ragazze fanno la fila per farsi predire il futuro. Tutte tranne Patricia che non crede a queste cose e la sfida a fare una predizione che si avveri veramente. Janet predice che a Patricia capiterà una cosa terribile, forse morirà entro tre giorni e quando un fulmine colpisce la stalla della scuola incendiandola, il fato sembra avverarsi. |                   |         |
| 19 | Un imprevisto per Hilary 「やめないで、ヒラリー!」 - Yamenaide, Hirari! – "Non lasciare la scuola, Hilary!" | 20 luglio 1991    |         |
| 19 | Il padre di Hilary dirige una scuola per ciechi, ma ora ha seri problemi finanziari e non è più in grado di pagare la costosa retta del St. Claire. Hilary è una delle allieve più brillanti e benvolute della scuola e da grande vorrebbe seguire le orme del padre. Isabel e Pat non vogliono che lei lasci la scuola e propongono alla direttrice di istituire una borsa di studio per lei. |                   |         |
| 20 | La gara di nuoto 「水着でボンジュール」 - Mizugi de bonjuru – "Bonjour in costume" | 3 agosto 1991     |         |
| 20 | Il St. Claire organizza una gara di nuoto tra le classi: vengono scelte le alunne più veloci per la staffetta, che saranno capitanate da un'insegnante per classe. Alle ragazze di Prima Classe tocca miss Roberts come capitana ed ultima a cimentarsi nella staffetta. Miss Roberts è velocissima e le ragazze sanno di avere la possibilità di vincere, ma proprio il giorno della gara l'insegnante, assente per un convegno, viene sostituita dall'impacciata "Mademoiselle", l'insegnante di francese, gettando nello sconforto le gemelle e le altre loro compagne. "Mademoiselle" però ha in serbo per tutti un'incredibile sorpresa. |                   |         |
| 21 | Una lezione d'arte 「ウォーカー先生の贈り物」 - Uoka sensei no okurimono – "Il regalo della prof.ssa Walker" | 21 settembre 1991 |         |
| 21 | Vera e Doris hanno sempre snobbato le lezioni d'arte di miss Walker e quando l'insegnante assegna il compito di costruire una scatola di legno decorata, pensano bene di far fare il lavoro ad un falegname. Anche Patricia viene coinvolta nell'inganno, ma le tre ragazze si pentiranno ben presto del loro gesto disonesto. |                   |         |
| 22 | La maratoneta 「走れ!グラディス」 - Hashire! Guradeisu – "Corri! Gladys" | 5 ottobre 1991    |         |
| 22 | Gladys è una ragazza della stessa età di Pat e Isabel, ma è costretta a lavorare in cucina: a causa della prematura morte del padre deve aiutare la madre a mantenere i suoi fratelli più piccoli. La ragazza però ha un grande sogno: partecipare alle olimpiadi come maratoneta, per realizzare il desiderio del padre. |                   |         |
| 23 | Le gemelle e i cavalieri della tavola rotonda 「あっ!歴史が変っちゃう!?」 - Atsu! Rekishi ga kaecchi yau!? – "Aah! Finiamo per cambiare la storia!?" | 12 ottobre 1991   |         |
| 23 | Durante la visita alle rovine di un antico castello, Pat ed Isabel vivono una strana avventura: vengono trasportate ai tempi di Re Artù ed assistono al rapimento e alla liberazione della Regina Ginevra da parte di Lancillotto. Forse è stato tutto un sogno, ma è strano che entrambe abbiano sognato la medesima cosa... |                   |         |
| 24 | Alison e la dieta 「みんなでダイエット!」 - Minnade daietto! – "La dieta di tutte!" | 19 ottobre 1991   |         |
| 24 | Alison, la cugina delle gemelle, si è messa in testa che per diventare più carina occorra sottoporsi ad una dieta terribile e coinvolge nel suo piano quasi tutte le ragazze. Solamente Pat, Isabel e Patricia rimangono fuori da questa mania, ma i problemi cominciano quando la squadra della scuola deve giocare un'importante partita e le ragazze non ce la fanno a correre, debilitate come sono dalla dieta. |                   |         |
| 25 | A chi appartiene Binks? 「ビンクスを返して!」 - Binkusu wo kaeshi te! | 26 ottobre 1991   |         |
| 25 | Kelly è un bambino che dopo avere visto Binks giocare con le ragazze, afferma che il cane è suo e lo porta via. Katleen è disperata e Isabel e Patricia vanno a casa del bambino per parlare con i genitori. Qui scoprono che Kelly ha raccontato una bugia, ma in fondo è soltanto alla disperata ricerca di un amico con cui giocare. |                   |         |
| 26 | Grazie St. Claire 「ありがとうクレア学校」 - Arigatō kurea gakkō – "Grazie collegio S. Claire" | 2 novembre 1991   |         |
| 26 | Patricia e Isabel hanno l'onore di essere prescelte come rappresentanti del collegio St. Claire alla gara nazionale di discorso che si tiene annualmente a Londra. Il tema riguarda i sogni per il futuro e inizialmente le ragazze non sanno come im postare il loro discorso, visto che non hanno deciso ancora cosa vorranno diventare da grandi. Ma chi non ha ancora deciso per il proprio futuro non deve preoccuparsi, perché una scuola come il St. Claire lo aiuterà senz'altro a maturare e ad affrontare la vita, ed è quello che le ragazze diranno durante il concorso davanti al grande pubblico in sala.                       |                   |         |